# Старый Алексинец
Старый Алексинец (укр. Старий Олексинець) — село в Лопушненской сельской общине Кременецкого района Тернопольской области Украины.
Код КОАТУУ — 6123487601. Население по переписи 2001 года составляло 983 человека.

## Географическое положение
Село Старый Алексинец находится на берегу реки Добрынь,
выше по течению на расстоянии в 0,5 км расположено село Башуки,
ниже по течению на расстоянии в 1,5 км расположено село Очеретное.

## История
- 1430 год — дата основания.

## Экономика
- Кирпичный завод.

## Объекты социальной сферы
- Школа.
- Дом культуры.
- Амбулатория.

## Достопримечательности
- Братская могила советских воинов.